# 曹君石甫
曹君石甫（そうくんせきほ）は、春秋時代の曹の第10代の君主（在位前760年）。姓は姫、名は石甫。恵伯の子として生まれた。恵伯の後をうけて曹国の君主となったが、弟の穆公に殺害された。